# Belgiens Grand Prix 1958
Belgiens Grand Prix 1958 var det femte av elva lopp ingående i formel 1-VM 1958.

## Resultat
1. Tony Brooks, Vanwall, 8 poäng
2. Mike Hawthorn, Ferrari, 6+1
3. Stuart Lewis-Evans, Vanwall, 4
4. Cliff Allison, Lotus-Climax, 3
5. Harry Schell, BRM, 2
6. Olivier Gendebien, Ferrari
7. Maurice Trintignant, Scuderia Centro Sud (Maserati)
8. Roy Salvadori, Cooper-Climax
9. Joakim Bonnier, Jo Bonnier (Maserati)
10. Maria Teresa de Filippis, Maria Teresa de Filippis (Maserati)

### Förare som bröt loppet
- Paco Godia, Francisco Godia-Sales (Maserati) (varv 22, motor)
- Jack Brabham, Cooper-Climax (16, överhettning)
- Graham Hill, Lotus-Climax (12, motor)
- Luigi Musso, Ferrari (5, olycka)
- Peter Collins, Ferrari (5, överhettning)
- Jean Behra, BRM (5, oljetryck)
- Wolfgang Seidel, Scuderia Centro Sud (Maserati) (4, bakaxel)
- Stirling Moss, Vanwall (0, motor)
- Masten Gregory, Scuderia Centro Sud (Maserati) (0, motor)

### Förare som ej startade
- Ken Kavanagh, Ken Kavanagh (Maserati) (motor)